# FA Women's Championship
Football Association Women's Super League 2 (FA WSL 2) là hạng đấu cao thứ hai trong hệ thống bóng đá nữ tại Anh. Đây là một trong hai hạng đấu cấu thành nên Football Association Women's Super League với hạng còn lại là WSL 1. Giải bắt đầu được tổ chức từ năm 2014 và có 10 đội thi đấu. Hiện các đội WSL 2 không phải xuống chơi ở FA Women's Premier League. Nhưng mỗi mùa có hai đội lên chơi tại FA WSL 1.
Tính tới mùa giải 2016, WSL 2 diễn ra từ tháng 4 tới tháng 10 trong một năm dương lịch. Giải dự kiến chuyển sang thi đấu trong cả mùa đông từ mùa giải 2017–18.

## Lịch sử
Vào mùa giải 2014 WSL 2 được thành lập với 9 đội mới và một đội xuống từ WSL 1. WSL 1 giữ nguyên 8 đội, trong đó có một đội mới, còn WSL 2 có 10 đội. Suất chơi tại WSL 1 được trao cho Manchester City. Doncaster Rovers Belles xuống đá ở WSL 2, trong khi 9 đội mới gồm: London Bees; Durham; Aston Villa; Millwall Lionesses; Yeovil Town; Reading; Sunderland; Watford; và Oxford United. Doncaster Belles khiếu nại về quyết định của FA nhưng bất thành.
Cuối năm 2014, FA WSL thông báo dự án tăng số đội WSL 1 từ 8 lên 10. Có hai đội WSL 2 được lên hạng vào cuối mùa 2015, còn một đội từ WSL 1 xuống chơi ở WSL 2. Ngoài ra lần đầu tiên có một đội thuộc FA Women's Premier League được lên chơi tại WSL 2.
Điều này dẫn tới WSL 1 sẽ có 9 đội còn WSL 2 có 10 đội trong mùa giải 2016. Quy trình này lặp lại sau khi mùa 2016 kết thúc, WSL 1 và 2 sẽ cùng có 10 đội ở mùa 2017-18.

## Câu lạc bộ
| Câu lạc bộ WSL 2 mùa 2016 |           |                  |                            |           |
| Tên                       | Thành lập | Thành phố        | Sân nhà                    | Sức chứa* |
| Aston Villa               | 1973      | Sutton Coldfield | Central Ground             | 2.000     |
| Bristol City              | 1998      | Filton           | Sân vận động Stoke Gifford | 1.500     |
| Durham                    | 2013      | Durham           | New Ferens Park            | 3.000     |
| Everton                   | 1983      | Widnes           | Sân vận động Halton        | 13.350    |
| London Bees               | 1975      | Barnet           | The Hive                   | 5.000     |
| Millwall Lionesses        | 1972      | Millwall         | The Den                    | 20.000    |
| Oxford United             | 2005      | Oxford           | Sân vận động The Armadillo | 2.000     |
| Sheffield                 | 2003      | Dronfield        | Coaches and Horses         | 2.000     |
| Watford                   | 1970      | Berkhamsted      | Sân vận động Broadwater    | 2.000     |
| Yeovil Town               | 1990      | Sherborne        | Huish Park                 | 9.565     |

## Các đội vô địch
| Năm     | Đội vô địch             | Á quân                  | Hạng ba            | Vua phá lưới                                             | Số bàn |
| ------- | ----------------------- | ----------------------- | ------------------ | -------------------------------------------------------- | ------ |
| 2014    | Sunderland              | Doncaster Rovers Belles | Reading            | Fran Kirby (Reading)                                     | 24     |
| 2015    | Reading                 | Doncaster Rovers Belles | Everton            | Courtney Sweetman-Kirk (Doncaster Rovers Belles)         | 20     |
| 2016    | Yeovil Town             | Bristol City            | Everton            | Iniabasi Umotong (Oxford United) Jo Wilson (London Bees) | 13     |
| 2017–18 | Doncaster Rovers Belles | Brighton & Hove Albion  | Millwall Lionesses | Jessica Sigsworth (Doncaster Rovers Belles)              | 15     |